# Томас Фрејжер Хоулмс
Томас Вилијам Фрејжер Хоулмс (енгл. Thomas William Fraser-Holmes; Њукасл, 9. октобар 1991) аустралијски је пливач чија специјалност су појединачне и штафетне трке слободним стилом на 200 метара, те трке мешовитим стилом на 400 метара.
У јуну 2017. кажњен је једногодишњом суспензијом из свих такмичења због избегавања допинг тестова у три наврата током 2016. године, због чега је пропустио наступе на СП 2017. и Играма Комонвелта 2018. године.

## Спортска биографија
Фрејжер-Хоулмс је на међународнојсцени дебитовао на Играма Комонвелта 2010. у индијском Делхију где је освојио и прве медаље у каријери, бронзу на 200 слободно и злато у штафети 4×200 слободно. 
Учестовао је на светским првенствима у Шангају 2011, Барселони 2013, Казању 2015. и Квангџуу 2019, а највеће успехе остварио је као члан аустралијске штафете на 4×200 слободно у којој је освојио злато у Казању и бронзу у Квангџуу. 
Као члан олимпијске репрезентације Аустралије наступао је на ЛОИ 2012. у Лондону и ЛОИ 2016. у Рију.